# Slobodka (Krasnodar)
Slobodka (del ruso: Слободка) es un jútor del raión de Slaviansk del krai de Krasnodar, en el sur de Rusia. Está situado en la orilla izquierda del río Protoka, uno de los distributarios del delta del Kubán, cerca de su desembocadura en el mar de Azov, 53 km al noroeste de Slaviansk-na-Kubani y 115 al noroeste de Krasnodar, la capital del krai. Tenía 121 habitantes en 2010.
Pertene al municipio Achúyevskoye.

## Historia
Los primeros habitantes, pescadores, se establecieron aquí a finales del siglo XIX y principios del siglo XX, figurando ya en los registros soviéticos de 1920. En septiembre de ese año, la localidad fue destruida durante las operaciones de desembarco de las tropas blancas del general Ulagái. El jútor fue reconstruido en la década de 1930.

## Economía
Las tierras aledañas a la localidad son cultivadas principalmente por la compañía OOO Soyuz.